# 明阳街道
明阳街道，是中华人民共和国辽宁省大連市庄河市下辖的一个乡镇级行政单位。

## 行政区划
明阳街道下辖以下地区：
坎子村、明阳村、花园口村、端阳庙村、刘店村、王派村、老古林村、肖泊村、大兴城村、大崔村、山头村、德令村、永胜村、永增村、大张村和尖山村。